# 조지 플로이드 사망 사건

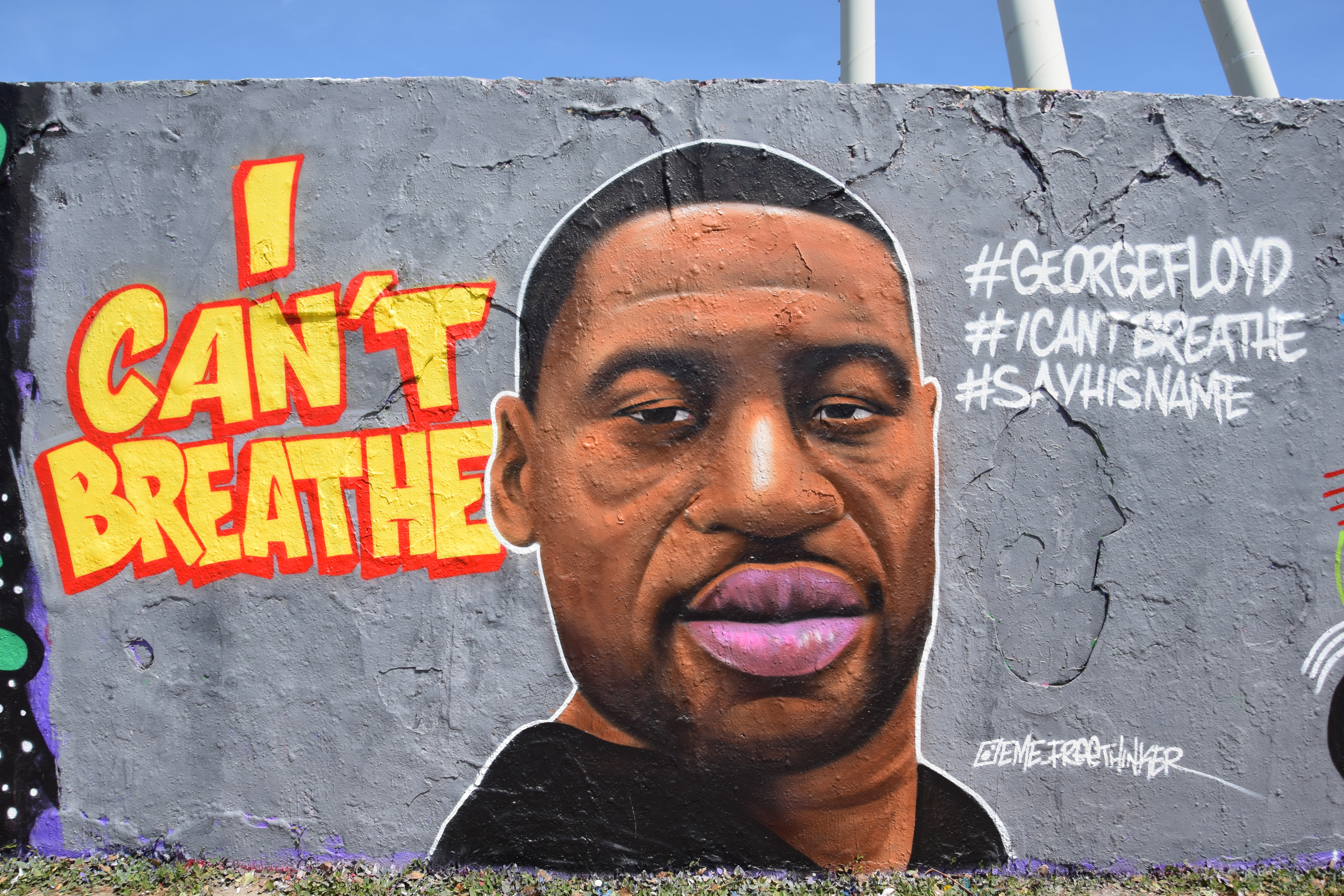

조지 플로이드 사망 사건은 2020년 5월 25일(동부 표준시) 미국 미네소타주 미니애폴리스 파우더호른에서 발생한 아프리카계 미국인인 조지 페리 플로이드(영어: George Perry Floyd)가 경찰에 의해 체포되던 중 질식사 당한 사건이다.

## 사건 경위
이 사건은 플로이드가 위조지폐 사용 혐의로 체포되면서 발생했다.
플로이드가 방문한 편의점의 직원이 그가 지불한 20달러를 위조지폐로 의심해 경찰에 신고하였고 경찰이 출동하였다. 경찰은 성명을 통해 위조지폐 사용 용의자인 플로이드가 자신의 승용차에서 내리라는 경찰의 요구에 따랐지만 신체적인 저항 이후 수갑을 차게 됐다고 밝혔다.
구체적으로 미니애폴리스 경찰(MPD) 소속 백인 경찰관 데릭 쇼빈이 작성한 문서에 따르면 쇼빈은 8분 46초간 플로이드의 목을 무릎으로 압박했고 이 중 2분 53초간 플로이드는 의식을 잃은 상태였다. 데릭 쇼빈이 무릎으로 플로이드의 목을 찍어누를 당시 플로이드는 수갑을 찬 채 땅 위에 엎드려 제압되어 있었다. 출동한 경관들은 플로이드가 의식불명 및 심정지 상태였다는 것을 인지했음에도 무력 행사를 멈추지 않았다.
하지만 근처 CCTV에는 경찰을 처음 마주한 순간부터 제압당할 때까지 물리적인 저항이 없는 모습이 찍혔다. 이 사건을 목격한 행인들이 찍은 영상에는 플로이드 본인이 "숨을 쉴 수가 없다", "살려달라"고 반복적으로 말했고 행인들이 경관에게 플로이드가 숨을 쉬게 해달라고 요구했지만, 의식을 잃은 후에도 무릎으로 플로이드의 목을 짓눌러 호흡을 방해하는 비인간적인 장면이 담겼고 이 영상은 인터넷에서 빠르게 퍼져 방송에도 수차례 노출되었다.
이와 같은 영상이 공개되었음에도 경찰은 플로이드의 사망이 의료사고였다고 발표해 사태는 심각해졌다. 경찰 당국은 시민들의 거센 항의가 계속되고 나서야 경찰관 4명을 해고하는 조치를 내렸다. 직접 플로이드에게 무력을 행사한 데릭 쇼빈과 함께 출동해 플로이드를 붙잡은 토마스 레인, J 알렉산더 쿤과 장면을 옆에서 지켜본 투 타오 총 4명은 해임되었고, 그 중 사건의 주동자인 데릭 쇼빈은 2급 살인죄로 기소되었다.

## 사건 여파
이후 26일 오후부터 미니애폴리스에서 과잉진압에 대한 시위가 발생했다. 경찰과 시위대의 무력 충돌이 발생하자 주방위군이 미니애폴리스에 배치되었다.
도널드 트럼프는 무력을 행사한 시위대를 건달이라고 지칭하며 "약탈이 시작되면 총격이 시작될 것"이라는 글을 트위터에 게시했다. '약탈이 시작되면 총격의 시작' 발언은 1967년 흑인 시위에 대한 폭력적 보복을 공언한 윌터 헤들리 당시 마이애미 경찰국장이 만든 문구를 인용한 것이다. 해당 트윗은 '폭력 미화 행위에 관한 트위터 운영 원칙'을 위반해 '경고 딱지'가 붙었다. 시위대 진압을 위해 주방위군을 배치하고, 시위대에게 인종차별적인 모욕을 한 트럼프의 대처는 많은 사람들의 비난을 받았다.
조지 플로이드 사망 항의시위가 시카고, 로스앤젤레스, 멤피스, 거기다가 백악관 앞 등 미국 전역에서 전개되었다.
현지시간 5월 29일 오전 5시쯤 현장을 생방송으로 진행하고 있던 아프리카계 미국인 CNN 오마르 히메네스가 동료들과 함께 주방위군에 체포되었다가 석방되었다.
.

## 각계 반응

### 가족과 친구들

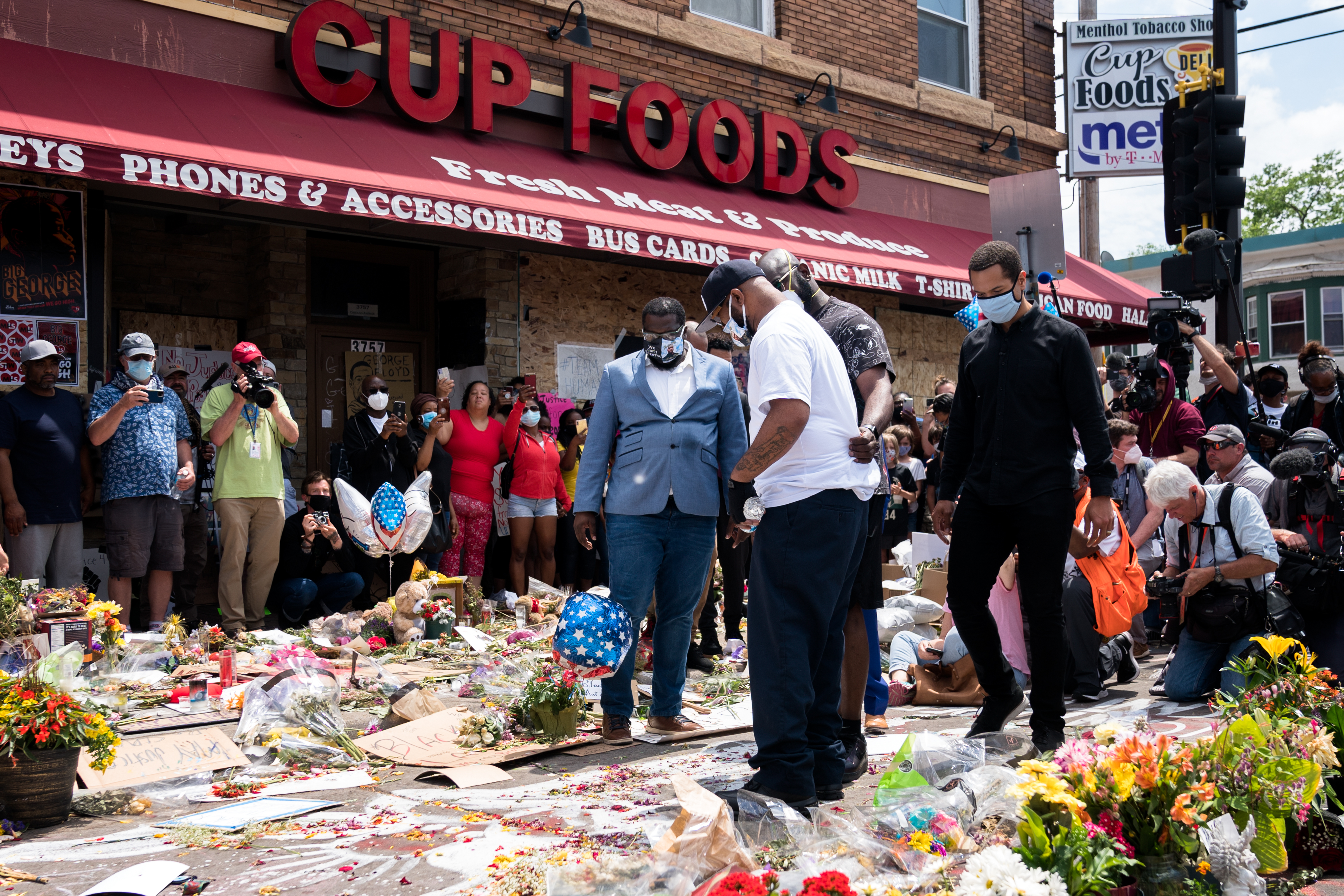
조지 플로이드의 형제인 테렌스 플로이드가 조지가 사망한 장소를 방문하다

플로이드의 사촌 태라 브라운은 이렇게 말했다. “경찰은 봉사하고 보호하려고 있는 거잖아요. 그런데, 조지가 살려달라고 애원할 때 아무도 손끝 하나 까딱하지 않았어요.” 또한 플로이드의 형제들 중 한 명은 이렇게 말했다. “테이저를 쓰거나 메이스 스프레이를 쓸 수도 있었을 텐데 그러지 않고 목을 무릎으로 찍어 누르고 한참을 있었어요. 경찰들은 동물들을 다루는 것 보다도 더 심하게 그를 다루었어요." 플로이드의 형제 필로니스는 평화를 요구하면서 이렇게 말했다. “바로 지금 많은 사람들이 엄청난 고통을 겪고 있어요. 그래서 이런 일이 일어나는 겁니다. 이제는 더 이상 흑인들이 죽어가는 걸 보고만 있을 수 없어요."
스테판 젝슨은 플로이드의 오랜 친구이고 전직 프로 농구선수이다. 그는 “플로이드의 죽어가는 영상을 보는 건 정말 힘들었다.” 라고 말하며 분노와 슬픔을 토해냈다. "나를 가장 힘들게 했던 건 프로 운동선수인 나와의 관계를 악용하려고 하는 사람들이 넘쳐날 때, 나에게 진심 어린 응원을 보낸 몇 안 되는 사람들 중 한 명이라는 겁니다. 어떤 목적도 없이 진심으로 나를 지지해 준 사람은 그렇게 많지 않죠. 그리고 플로이드가 바로 그런 사람이라는 거에요." 플로이드의 여자친구인 코트니 로스는 지역 사회에 자신과 같이 상처입은 사람들이 많다며 그들이 플로이드의 죽음을 존중해 주는 방식으로 반응하기를 바란다고 말했다. “불로 불을 맞설 수 없다. 모든게 불타고, 하루종일 그런 광경을 본다. 사람들은 증오하고, 증오하고, 또 증오하고, 광분하죠. 그러나, 플로이드가 그걸 원하지는 않을 것이다." 플로이드의 어머니의 남동생인 세루인 존스는, 나를 제일 힘들게 하는 것은 영상 속에서 그가 내 누나(플로이드의 어머니)를 부르는 소리를 듣는 것이었다고 말했다.

### 정계

#### 미네아폴리스 시와 미네소타 주
미네아폴리스 시 의원 앤드리아 젠킨스 (플로이드 사망이 발생한 와드 8 지역 선출)은 “지난밤 38가와 시카고(길이름) 부근에서 벌어진 한 생명을 잃은 비극으로 내 가슴은 찢겨졌다. 우리 공동체는 계속해서 이 공포를 경험하고 있다. 우리는 해답을 찾아야만 합니다”라고 말했다.
5월 26일, 미네소타 주지사 팀 왈츠와 부주지사 페기 플래나갠은 정의를 요구했고 사망과정 비디오가 역겹다고 평했다.
왈츠는 “그 역겨운 비디오에서 제가 본 인간애의 부재는 병적이다. 우리는 해답을 얻을 것이고 정의를 찾을 것이다.”라고 호소했다.
미네소타 시장 자콥 프레이는 “미국에서 흑인이라는 것이 곧 사형선고여서는 안 된다. 우리는 5분동안 백인 경찰이 무릎으로 흑인의 목을 누르는 것을 봤다. 누군가 도와 달라는 것을 들었을 때, 당신은 도와 줘야 한다. 이 경관은 기초적 인간 감각이 작동하지 않았습니다,”라고 말했다.
플로이드의 사망 후 이틀 뒤 그는 “만약 많은 사람들이, 특히 유색인종의 사람들이 지난 월요일에 한 경관이 했던 일을 경험했다면, 그들은 벌써 차별을 받은 것이다. 그 것이 내가 오늘 헤네피 카운티의 변호사 마이크 프리맨에게 그 경관을 이 사건으로 고소하라고 부탁한 이유죠.“ 라고 언급했다. 그는 “플로이드의 사망은 살인이라 믿는다”라고 언급했다.
미 하원의원 일한 오마 (그의 미네소타 제5 의회지역 지역구는 미니아 폴리스 시를 포함)는 연방정부의 조사를 요구하며 “도움을 요청하는 흑인 남성이 도움을 받지 못하고 죽는 것을 보는 것은 가슴 아픈 일이다.”라고 말했다.
그녀는 “플로이드를 살해한 경관은 살인죄로 기소돼야 한다”라고 덧붙혔다. 상원의원 애이미 클로부챠는 사고 다음날 “우리는 그의 반복적인 도움요청과 숨 쉴 수 없다고 반복적으로 말한 것을 들었다. 그리고 지금까지 또 하나의 공포스럽고 비통한 아프리카계 미국인의 죽음을 보고있다”고 말했다. 그녀는 “무엇이 발생했고, 누가 관계됐는지에 대한 완벽하고 완전한 외부 조사가 이뤄져야 한다라고” 선언했다.
그러나 헤너핀군 변호사 출신인 그녀는 살인 경관 차우빈 뿐만 아니라 어떤한 경관을 상대로 변호사 경력 8년동안 형사 고소를 거부해온 경력때문에 비판을 받아왔다. 이러한 이유로 어떤 이들은 그녀의 상원직 사퇴를 주장했다. 6월 7일, 13명의 미네소타 시 의원중 9명은 시 경찰의 해체에 서명을 하였다. 그러나 경찰 조직의 감축만도 시 조례의 개정을 요구하고 있으며, 시장 프레이는 경찰 해체 반대의사를 표명하고 있다.
6월 12일, 시 의회는 일년 프로젝트 “공동체 안전을 도모하는 새로운 모델의 수립전략”의 개발에 관한 법안에 만장일치로 결의하였다. 미네소타 시의회에서 결의 된 경관들의 목조르기 금지 후, 주지사 왈츠는 다른 시와 카운티등의 공동체에서 개정의 동참을 호소하였고,, 미네소타주 의회의 경찰개혁과 경제적 평등을 위한 특별 회의 소집을 요구하였으며, 경찰개혁안을 제안하였다.

#### 전직 미국 대통령
생존한 미국 대통령 들은 다음과 같은 성명을 발표하였다. .
- 5월 29일, 버락 오바마는 트위터를 통해 “편협한 믿음과 차별"의 유산을 종식시킬 “새로운 정상적 상태”을 촉구한다는 긴 글을 발표하였다.[40][41] 6월 3일, 그는 미 합중국 "는 미혁명이라 불리는 항거에 세워졌습니다, 그리고 이나라 진보의 한발작, 자유 확장의 순간, 깊은 사고의 각각의 표현은 불편한 사회문제를 들어냄로써 승리해 왔다."[42]
- 5월 30일, 빌 클린턴 빌클린턴 재단을 통해 "죠지 플로이드의 죽음으로 인하여 오늘날 그의 가족의 슬픔, 분노, 반감, 좌절을 느끼게 되는 이유는 이것이 비극과 부당함의 오랜 역사에서 가장 최근에 발생한 일이며, 미국생활에서 인종으로 인해 그들이 어떻게 취급되는 지를 결정되고 있음을 그의 죽음이 일깨우고 있기에 때문이다."라고 발표하였다.[43]
- 6월 2일, 조지 W. 부쉬와 전 영부인 로라 부쉬는 500자 성명을 통해 “그들은 조지 플로이드의 잔인한 질식에 의해 고통을 겪고 있으며 우리 나라를 질식시키고 있는 부당함과 공포의 장애를 앓고 있다. 즉, 미국은 우리의 비극적 실패를 성찰해야 한다. “라고 심정을 표현했다.[44]

계속되는 성명에서 "많은 이들은 우리나라의 정의를 선의를 갖고 의심하고 있다. 흑인들은 미국이란 국가의 즉각적이고 정당한 조치도 없이 벌어지는 그들의 권리에 대한 폭력을 목도하고 있다. 우리는 지속가능한 정의란 오직 평화로운 방법만으로 도래한다는 것을 알고 있다."라고 언급했다.
- 6월 3일, 지미 카터와 그의 영부인 로절린 카터 “권력과 도덕성의 주체인 국민들은 떨쳐 일어나 인종차별적 경찰과 법제도, 그리고 비도덕적인 경제 차별(흑백사이에 존재하는)의 종식을 외쳐야 합니다"라는 내용을 포함한 성명을 발표했다.[47][48][49]

### 경찰

#### 전국 경찰
미 전역의 경찰은 차빈의 행동을 날카롭게 비판하였다. 수만명의 경찰관들을 포함한 조직의 지도자들은 네 경관들의 범행을 유죄라는 견해를 밝혔다. 전국 경찰조직의 최고 감독관(Executive Director) 윌리암 존슨은 본 사고를 악의적이라고 칭하고, “나는 총체적 진실은 알지 못합니다, 그렇지만 법적 정당성, 정당 방위, 또는 도덕적 합당함도 어느 것도 찾을 수가 없네요.”라고 말했다. 경찰내 박애의 명령  회장인 패트릭 요스는 ‘당국이 “어떤 결과든 간에” 플로이드의 죽음에 대한 정의가 보장되도록 해야 만 한다’고 말했다.
미국 전역의 경찰서장 연합도 플로이드 사건처리에 당혹감을 표명했다.
 국제 경찰서장 협회(ACP)와 대도시 서장 연합(MCCA)의 대표는 비디오의 내용은 유죄라고 견해를 밝혔다. MCCA 대표, 휴스턴 경찰국서장 아트 아세베토 "프로이드씨의 죽음은 매우 혼란스럽게 모든 미국인에게 걱정꺼리가 되었다. 경찰관의 행동은 우리 직업 훈련 및 프로토콜과 일치하지 않으며 MCCA는 미네아폴리스 경찰 국장 메다리아 아르아돈도의 관련 경찰관의 고용 종료를 신속하게 결정한 것에 대해 칭찬한다." 경찰청장은 "이러한 행동과 방관은 많은 사람들의 희생과 용기를 통해 얻은 성취를 위협하는 것이다.”라고 말했다. 미국 전역의 경찰서 지도자들은 “'워싱턴 포스트” “혐오”, 로스앤젤레스 타임스 "무뎌진 비판의식"을 인용하며 비디오에 찍힌 경관들을 비난하였다. Los Angeles Times는 "지도급 경관들이 자기들이 저지른 일에 대한 대중의 경멸을 드러내는 것은 드문 사례이다”라고 언급했다. " 살인 경관들을 비난하는 지도자들은  뉴욕시 경찰 대표, 로스앤젤레스 카우티 보안관, 샌디에고 카운티, 그리고 로스앤젤레스, 보스톤, 마이애미, 휴스턴, 오스틴의 경찰서장들, 뿐만 아니라, 전직 시애틀 경찰서장, 다음 소도시 경찰서장: 버팔로 그로브, 일리노이; 투산, 아리조나; 라운드록, 텍사스; 텍사스 대학, 오스틴; 푸거빌, 텍사스; 그리고 오마하, 네브라스카;을 포함하며, 이들은 모두 플로이드 사망과 처리에 대해서 비난을 하였다.
수많은 공권력 집행 및 훈련 전문가들은 “목 조르기” 기술의 일발적 사용과 특히 프로이드건의 사용에 대해서 심각하게 비판했다. 목조르기는 미네아폴리스 시에서 지난 5년동안 무려 237회 사용되었지만 플로이드의 죽음에 이르러서야 금지되었다.
미시시피주 조네스 카운티 존스 카운티, 미시시피의 보안관 대변인은 "비명을 지르며 숨을 쉴 수 있으면 특별한 일이 벌어지고 있는 것이다."라고 소셜 미디어에 게시했다.
워싱턴 D.C. 시장 뮤리얼 바우저는 백악관 바로 앞 거리에``흑인의 생명은 중요하다(BLACK LIVES MATTER) 라는 문구를 그렸다.
뉴욕주의 입법부 는 경찰의 징계 기록을 공개하기로 투표로 결정하였다.

### 사업
이모 제미마, 삼촌 벤네, 밀 크림, 버터워쓰 부인네,  에스키모 파이, 뉴질랜드의 빨간 인간들(과자) and 치코스(사탕) 인종에 대한 고정 관념에 기초했음에 따라 브랜드 이미지나 상품명을 폐지할 것이라 발표했다.
회사 타켓트와 베스트 바이는 노예제 폐지를 선포한 미 자유의 날을 회사 공휴일로 지정했다.

### 국제

#### 기구
- 아프리카 연합: 무사 파키 마하 마트를 포함한 아프리카 연합 관료들은 플로이드 살해를 비난했다. 대사들도 이 사건을 비판하였으며, 언론들은 이것이 흔치 않은 움직임이라 묘사하였다.[74]
- 유럽 연합: 유럽 연합 외교 문제·안보 정책 고위대표인 주제프 보렐은 유럽 연합은 경찰의 강압에 의한 흑인 조지 플로이드의 죽임으로 “충격과 경악”에 휩싸였고, 더이상의 공권 남용을 경고하였다.[75]

유럽의회는 "죠지 플로이드의 끔찍한 죽음을 강하게 비난하는 결의"와 전 세계의 다른 유사한 살인을 강력하게 비난하는 결의안을 채택했다. 그리고 본 의회는 “여러 형태의 백인우월주의”를 비난했으며, 미국 정부에 인종 차별 관행이 있었음을 인정하라고 요청했다.
- 유엔: 미첼 바첼레트, the 유엔 인권 고등판무관 사무소, 이 사건을 비무장 아프리카 계 미국인의 많은 살인 중 하나로 비난했으며, 미국은 "심각한 행동"을 취하고 그러한 살인의 반복을 끝내라고 촉구했다. 그녀는 또한 시위자들에게 “평화로운 정의에 대한 요구를 표현”하고 경찰은 과도한 힘을 더 이상 사용하지 않도록 촉구했다.[77] 6월 5일, 66 명의 유엔 전문가 그룹은 조지 플로이드의 죽음을 현대의 "인종 테러"라고 불렀다. "아프리카 계 미국인들은 국가가 후원하고 개인적으로 조직 한 폭력에서 인종 테러를 계속 경험하고 있다. 미국에서는 이러한 인종 테러의 유산이 오늘날의 치안 정책에서 분명하게 남아 있다."라고 말했다.[78]

## 같이 보기
- 조지 플로이드 동상
- 조지 플로이드
- 조지 플로이드 시위
- 에밋 틸 피살 사건
- 1968년 볼티모어 폭동
- 로드니 킹
- 에릭 가너의 죽음
- 트레이번 마틴 피살 사건
- 마이클 브라운 총격 사건
- 2014년 퍼거슨 봉기
- 2015년 볼티모어 폭동